# Maximalismo (marxismo)

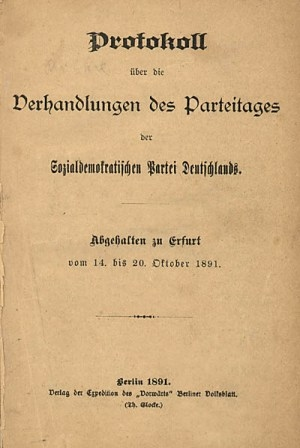
Portada del Programa de Erfurt.

El término "maximalismo", en clave marxista,nació tras la aprobación del Programa de Erfurt (Erfurter Programm) en el Congreso del Partido Socialdemócrata de Alemania (SPD), celebrado en 1891, en Erfurt, el Programa del referido acto académico se subdividía en: 1) El llamado un programa máximo; 2) y el denominado un programa mínimo. Los socialistas maximalistas afirmaban que querían realizar el programa máximo, ya que,  según ellos, permitiría al objetivo de establecer el Estado socialista.
Tras el enfoque reformista impreso por el SPD al Programa de Gotha , aprobado en 1875, el Programa de Erfurt sancionaba para el partido un regreso parcial a la teoría y a los postulados marxistas, y hacia un completo distanciamiento del pragmatismo moderado de talla lassalliana. El curso del debate programático en la fase precongresual indica, no obstante, que no tuvo lugar una discusión en profundidad sobre las tesis de Karl Marx.

## Programa máximo

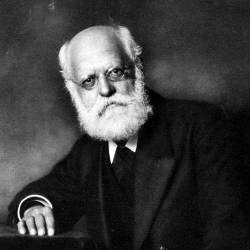
Karl Kautsky.

El Programa de Erfurt estaba compuesto por una primera parte teórica, redactada por el filósofo y teórico alemán del marxismo ortodoxo, Karl Kautsky, el programa máximo. El propio Kautsky afirmó haber resumido partes de El Capital de Marx en la redacción de su documento, refiriéndose probablemente al capítulo XXIV del Libro I y en particular a la sección Tendencia histórica de la acumulación capitalista allí tratada. En su escrito, Kautsky, refiriéndose al socialismo científico, teoriza una tendencia hacia el capitalismo monopolista y el crecimiento desmesurado de la productividad, propugnando la teoría de la separación creciente entre capitalistas y proletarios y la necesidad de socializar los medios de producción, y como fin último la toma del poder por parte de la clase obrera. Contrariamente a Marx, sin embargo, en el documento de Kautsky falta la reivindicación explícita de una revolución proletaria. Se constituía así, según Marx, como objetivo último y programa máximo la toma del poder por parte del proletariado a través de la lucha de clases y la revolución social, de donde nace el término maximalismo o maximalistas, lo que significaba socialistas revolucionarios.

## Programa mínimo

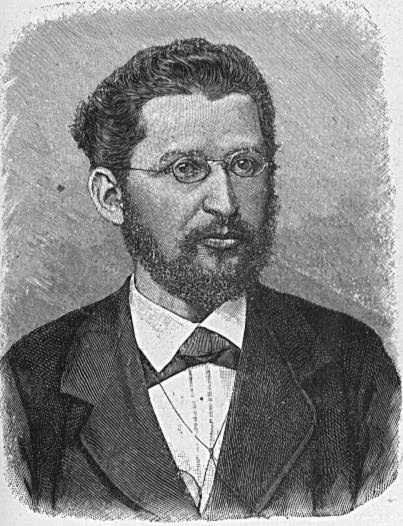
Eduard Bernstein.

La segunda parte del Programa de Erfurt, elaborada por el principal teórico del revisionismo marxista, Eduard Bernstein, llamado programa mínimo de acción política, estaba constituido por una parte reivindicativa de quince puntos: sufragio universal, libertad de expresión y asociación, jornada laboral de ocho horas, asistencia sanitaria, obligatoriedad y gratuidad de la educación pública, igualdad de género, sustitución de los impuestos indirectos por impuestos directos con carácter progresivo, etc. Eran una serie de reformas inmediatas que, agrupando exigencias políticas y tomadas en conjunto, realizarían importantes medidas democráticas-republicanas como las emanadas de la Comuna de París, pudiendo culminar en la dictadura del proletariado. A este propósito Lenin escribió en 1905 que «la verdadera tarea que la Comuna tenía que cumplir era la realizar la dictadura democrática y no la socialista», buscando en primer lugar realizar aquello que para un partido socialista era el «programa mínimo». Sería a través de las sucesivas interpretaciones del Programa de Erfurt que el concepto de un programa mínimo se reflejaría en gran parte de la Segunda Internacional. En poco tiempo, los socialistas reformistas se limitarían a defender un programa mínimo de reivindicaciones realizables, que mejorarían la vida de los trabajadores, hasta el inevitable colapso del capitalismo. Otros partidos socialistas creían que la realización del programa mínimo les permitiría convertirse en partidos de masas, pudiendo proseguir con la realización del programa máximo. Así nació en el marxismo el término minimalismo, para señalar el enfoque político de los socialistas reformistas.

## En Italia

### Del nacimiento a la dirección del partido

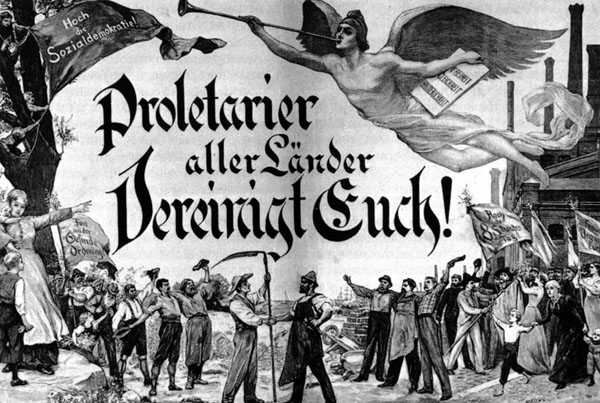
Cartel de propaganda socialista con el lema ¡Proletarios de todos los países, uníos!

El maximalismo es una tendencia política presente en el socialismo italiano ya desde su nacimiento. Sin embargo, al marxismo más cercano a Marx y Engels se sumaron rápido las primeras tendencias revisionistas que, a través del ejemplo de la socialdemocracia alemana y las elaboraciones teóricas de Bernstein, se reforzaron enormemente tras las primeras conquistas parlamentarias y entre los cuadros de las Cámaras del Trabajo y la CGdL. El reformismo inicialmente a la cabeza del Partido Socialista Italiano en realidad era un campo dividido en tendencias diferentes, desde los institucionalistas a toda costa como Leonida Bissolati, Ivanoe Bonomi y Angiolo Cabrini, pasando por los parlamentarios de oposición como Filippo Turati y Anna Kuliscioff –representantes socialistas clave de la época giolittiana–, hasta las posturas intermedias de Giuseppe Emanuele Modigliani y el entonces director del Avanti!, Claudio Treves.
Tampoco el maximalismo fue nunca una corriente política homogénea. Existieron maximalistas diferentes, con particularidades y sensibilidades específicas, vinculados a ámbitos de referencia como el maximalismo rural y el maximalismo urbano, o relacionados con diversas personalidades como el maximalismo realizador de Serrati, el maximalismo nulista de Nicola Bombacci o el maximalismo puro de Francesco Misiano. Durante el XIII Congreso del PSI, celebrado en Reggio Emilia en 1912, la corriente maximalista llegó a la dirección del partido, favorecida por las luchas sociales que maduraban en el país y que estaban asumiendo un carácter cada vez más anticolonial, conectando con las reivindicaciones maximalistas contra la campaña italiana en Libia y el colonialismo italiano, que reunieron a muchos seguidores, siendo elementos decisivos para llevar a Costantino Lazzari y su ala intransigente revolucionaria a la dirección del partido. Esta corriente llegó al poder sin preparación suficiente e impulsada por la radicalización social acaecida en los prolegómenos de la guerra, sin haber aclarado sus propios ejes programáticos ni haber formulado un programa transitorio que llevase a los trabajadores a completar el programa máximo partiendo del mínimo, al contrario de cómo gestionaron Lenin y sus bolcheviques la acción política. Los maximalistas italianos no fueron capaces de liderar a las masas populares hacia una toma del poder, sino que se limitaron en cambio a una oposición fundamentalmente propagandística. Sobre esto influyó el propio concepto de partido, que en el caso del PSI, en cuyo seno convivían en la época diversas corrientes, era muy diferente respecto al ágil, centralista y extremadamente disciplinado partido de vanguardia bolchevique de tipo leninista. Fue esta caracterización principalmente negativa de la inadecuación de la dirección del PSI encabezada por Lazzari –finalmente extendida a toda la tendencia socialista maximalista– lo que pasó a la posteridad. Es decir, la de una tendencia política «muy intransigente y poco revolucionaria», que «mezcla un rechazo categórico del gradualismo socialista con una incesante violencia verbal, con una preparación revolucionaria de hecho ausente».

### Primera Guerra Mundial y radicalización durante elbiennio rosso
Bajo la influencia de las conferencias socialistas de Zimmerwald y Kienthal, donde las posturas bolcheviques se dieron a conocer a nivel internacional, y de la miseria y los horrores a los que se expuso la población durante y tras la Primera Guerra Mundial, las posiciones maximalistas y revolucionarias del PSI prevalecieron de nuevo en los congresos de Ancona (1914) y Roma (1918). Durante el XVI Congreso del Partido Socialista Italiano celebrado en Bolonia del 5 al 8 de octubre de 1919 el partido, bajo la onda larga de la Revolución de Octubre en Rusia y fortalecido en Italia por el éxito electoral socialista en las elecciones de 1913, aprobó un nuevo programa político que se reclamaba de la experiencia de la Revolución bolchevique y que, apoyado en el ejemplo ruso, proponía la instauración de la dictadura del proletariado y la creación de sóviets de trabajadores, campesinos y soldados. De la extrema izquierda del PSI llegaron duras críticas a la línea maximalista: Amadeo Bordiga dio de hecho vida a una fracción, denominada abstencionista, que sostenía la necesidad de situarse en total antítesis con el sistema burgués, rechazando participar en las elecciones. En aquel periodo se desarrollaron, sobre en la Italia centro-septentrional, movilizaciones campesinas, motines de subsistencias, manifestaciones obreras, ocupaciones de fincas y fábricas con, en algunos casos, intentos de autogestión –fermento de socialismo de consejos en fase embrionaria–, pasando a la historia con el nombre de biennio rosso y culminando con la ocupación generalizada de las fábricas en septiembre de 1920.

### Lenin contra Serrati

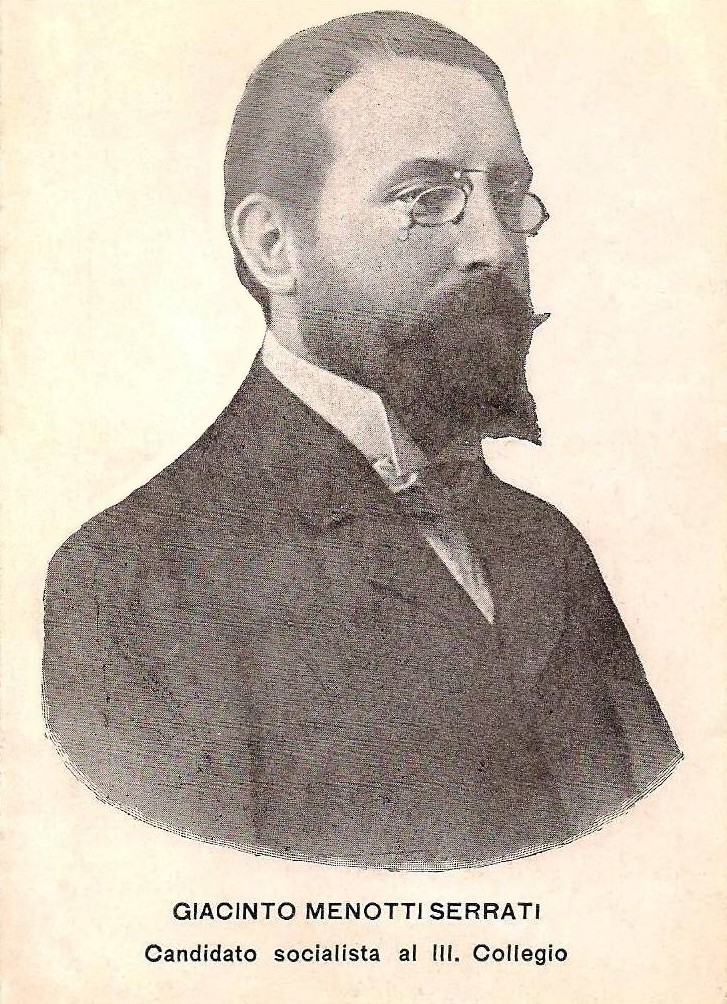
Giacinto Menotti Serrati.

Sin embargo, la posición ambigua de Lenin hacia los motines revolucionarios italianos durante el biennio rosso estaba relacionada con el trabajo –presuntamente negativo– de la dirección maximalista de Lazzari y Giacinto Menotti Serrati. El 28 de octubre de 1919 el revolucionario ruso envió a Occidente una carta titulada «Al camarada Serrati y a todos los comunistas italianos», que el Avanti! publicó íntegramente el 6 de diciembre, en la cual escribió que consideraba «prematura» una revolución social en Italia. Lenin quería felicitar personalmente a Serrati por el éxito alcanzado por la izquierda socialista con ocasión de las elecciones. Tras expresar sus felicitaciones, el líder bolchevique aconsejaba a los camaradas del PSI «no dejarse provocar y evitar las agitaciones revolucionarias apresuradas y prematuras». Dado el alcance de estas instrucciones y de su significado, Angelica Balabanoff, entonces secretaria de la Internacional Comunista y encargada de traducir la misiva de Lenin, devolvió el borrador al remitente, observando como «estas palabras habrían podido ser malinterpretadas en un sentido reformista», solicitando a Lenin «precisar mejor sus ideas». Lenin, sin embargo, consideró que no era necesario cambiar una coma de su carta. En la correspondencia privada, por tanto, Lenin aconsejaba a la dirección maximalista una extrema precaución. Sin embargo, en 1920 el líder ruso lanzaría una campaña crítica contra los daños de los «reformistas» italianos, acusándoles de «anestesiar la voluntad revolucionaria del pueblo italiano». En realidad, esta campaña, orquestada por la Comintern y el propio Grigori Zinóviev, se dirigía contra la corriente del PSI conocida como comunistas unitarios y contra Serrati, buscando golpear y desacreditar principalmente a este último, por sus reticencias a escindir el PSI, ya que consideraba haber depurado al partido de reformismo ya en el XIII Congreso de 1912. Así, Lenin acusó a Serrati, el cual no tenía intención de romper con los turatianos, de ser «contrarrevolucionario», a pesar de ser irónicamente reacio a aprobar una revolución social en Italia. Sin embargo, Serrati fue uno de los pocos socialistas occidentales en disfrutar de la verdadera estima y simpatía personal de Lenin, tanto por su actitud general revolucionaria como porque Lenin le consideraba uno de los defensores más coherentes y valientes de la Revolución rusa.

### Ruptura sobre la Comintern
El XVII Congreso del Partido Socialista Italiano se celebró en el Teatro Carlo Goldoni de Livorno del 15 al 21 de enero de 1921, desarrollándose en el contexto general de desencuentro en el interior del movimiento obrero internacional entre la corriente reformista y la revolucionaria. El debate, que fue seguido con gran interés tanto en Italia como en el extranjero, se centró en la solicitud presentada por la Internacional Comunista de expulsar de los partidos miembros, o a los que tuviesen intención de serlo, a la corriente reformista. En el congreso se enfrentaron tres fracciones principales y dos grupos menores: el ala derecha se denominaba de concentración socialista, cercana a las posturas del gradualismo reformista de Turati; en el centro se ubicaba gran parte de los maximalistas (los comunistas unitarios) de Giacinto Menotti Serrati; en la izquierda los comunistas puros de Amadeo Bordiga. En posiciones intermedias entre reformistas y unitarios se colocaban los llamados revolucionarios intransigentes de Costantino Lazzari, mientras al lado de los comunistas se encontraba el grupo centrista de la circular de Antonio Graziadei y Anselmo Marabini que, por lealtad a las directivas de la Comintern, intentaba trabajar por una mediación. Al término de jornadas caracterizadas por un clima particularmente tumultuoso y turbulento, en el congreso se registró la escisión de la fracción comunista que, ante el rechazo de la mayoría del partido a aceptar la solicitud de la Comintern y expulsar a los reformistas del PSI, abandonó los trabajos y dio vida al Partido Comunista de Italia.

### Adiós a los reformistas y recuperación de la dialéctica
Los socialistas maximalistas no pasados al PCd’I en 1921, expulsaron al ala derecha de su partido de todos modos, tras fuertes discusiones sobre la línea estratégica y programática desarrolladas durante el XIX Congreso del Partido Socialista Italiano que tuvo lugar en Roma del 1 al 4 de octubre de 1922. Filippo Turati, Claudio Treves, Giacomo Matteotti, Camillo Prampolini, Sandro Pertini y los demás representantes reformistas se reorganizaron rápidamente, fundando el reformista Partido Socialista Unitario (PSU) al que, en 1924, se unirá el liberal-socialista Carlo Rosselli. Gran parte de los comunistas unitarios del XVII Congreso, como el propio Serrati, abandonaron el Partido Socialista Italiano para engrosar las filas del Partido Comunista de Italia en 1924. La dialéctica interna en el PSI se reabrirá en noviembre de 1925 cuando, disuelto el PSU por parte del régimen fascista, la fracción de derecha del PSI en torno a Pietro Nenni comenzará a pugnar por una reunificación con los reformistas en el seno de la Internacional Obrera y Socialista (IOS). Mientras otros maximalistas terceristas continuaban emigrando hacia los comunistas, se efectuó una posterior ruptura en el exilio en Grenoble, el 16 de marzo de 1930. Los fusionistas de Nenni se escindieron para reunificarse con los reformistas en el Partido Socialista Italiano-Sección de la Internacional Obrera y Socialista (PSI-IOS). El ala izquierda del partido, por su parte, continuó su propia experiencia de autonomía respecto al reformismo como Partido Socialista Italiano (maximalista) (PSIm), afiliado al Buró de Londres. En la secretaría política del PSIm se encontraba la revolucionaria y oradora políglota rusa Angelica Balabanoff, ya llegada a la secretaría del PSI unido el 15 de enero de 1928, sucediendo así a Ugo Coccia.

## Acepción periodística
El término maximalismo es hoy a veces utilizado, especialmente en los medios y el periodismo, desde fuera del partido o línea de pensamiento en cuestión y con frecuencia con una connotación acusatoria, para indicar un genérico extremismo político que tiende a alcanzar el máximo del programa propio de un partido o un movimiento. En la expresión se imputa no obstante a los sujetos la aplicación de un enfoque autorreferencial que excluye cualquier margen de comparación. Se trata de un significado extensivo y en cierto sentido impropio al ser usado fuera del contexto político e histórico original. Puede contraponerse, en el mismo uso mediático, al término minimalismo.

### Artículos
- Jules Humbert-Droz, «Livorno! La victoire de Turati en Italie», Le Phare, 17 (1921), pp. 277-283.
- «I due Congressi», L'Ordine Nuovo, 22 de enero de 1921.
- Giacinto Menotti Serrati, «Risposta di un comunista unitario al compagno Lenin», Avanti!, 16 de diciembre de 1920.